# Lee Cheol-ha
Lee Cheol-ha(Hangul: 이철하; Hanja: 李澈河) é um realizador de cinema sul-coreano, nasceu em 12 de setembro de 1970 na Coreia do Sul. 

## Filmografia
-- Story of Wine (2008)
-- Love Me Not (2006)